# Slavija (zgradba)
Slavija je 11-nadstropna, 37,9 m visoka, nestanovanjska zgradba v središču Maribora. Odprta je bila 19. oktobra 1963 kot Hotel Slavija, ob takrat na novo zgrajeni Titovi cesti. Hotel s 146 sobami je na tej lokaciji deloval do 1. marca 2001, ko so ga zaprli, zatem pa je zgradba do obnove leta 2012 samevala. 
Pri obnovi so dogradili dve novi nadstropji, porušili so tudi staro restavracijo pred Slavijo, namesto katere sedaj stoji parkirna hiša. Danes se zgradba imenuje Poslovni center Slavija, v katerem večino pisarniških prostorov zaseda telekomunikacijsko podjetje Amis, v zgradbi pa imajo prostore še fitnes, restavracija ter drugi najemniki, najvišje nadstropje pa zaseda kavarna s teraso na strehi.